# محافظة ينبع
محافظة ينبع إحدى المحافظات التابعة لمنطقة المدينة المنورة، في المملكة العربية السعودية. عاصمتها ومركزها الإداري هي مدينة ينبع.

## السكان
بلغ عدد سكان محافظة ينبع (359,631) نسمة حسب تعداد السعودية 2023، عدد السعوديين (219,826) نسمة، وعدد غير السعوديين (139,805) نسمة.

## المراكز والقرى التابعة لها
مراكز فئة (أ)
- ينبع النخل
- الجابرية
- تلعة نزا
- رخو
- نبط
- خمال

مراكز فئة (ب)
- السليم
- الفقعلي
- النباة
- الهيم
- الشرجة

قرى
- الأحمر
- الأشراف
- البثنة
- البركة
- البقاع
- السكوبية
- السويق
- العشيش
- العلقمية
- الفرعة
- القادسية
- المبارك
- المزرعة
- النجف
- اليسيرة
- بواط
- خيف حسين
- خيف فاضل
- شعتا
- عين الحارثية
- عين الفجا
- عين النوى
- عين جديد
- عين حسن
- عين حسين
- عين سلمان
- عين عجلان
- عين علي
- مدسوس
- وادي نخلي